# Janice Teixeira
Janice Gil Teixeira (Osório, 20 de maio de 1962) é uma atiradora esportiva brasileira.

## Carreira
Integrou a delegação nacional que disputou os Jogos Pan-Americanos de 2003 em Santo Domingo, na República Dominicana, onde obteve medalha de bronze na modalidade fossa olímpica.
Integrou a delegação nacional que disputou os Jogos Pan-Americanos de 2011 em Guadalajara, no México.
Integrou a delegação nacional que disputou os Jogos Pan-Americanos de 2015 em Toronto, no Canadá.

### Rio 2016
Fez sua estreia olímpica em 2016, no Rio de Janeiro, ficando apenas em 21º lugar, com 60 pontos, na modalidade fossa olímpica feminina.